# Тайфунник азорський
{{#ifeq:0|0|{{#if:|{{#if:Pterodromafeae|[[]}}|}}}}
Тайфунник азорський (Pterodroma feae) — ендемічний вид із родини буревісникових (Procellariidae).

## Морфологічна характеристика
Цей довгокрилий буревісник має довжину 33–36 см з розмахом крил 86–94 см. Він має сіру спину і крила, з темним знаком «W» на крилах. Нижня сторона крил темна, а черево біле. Політ швидкий і поривчастий. Цей вид дуже схожий на тайфунника мадерійського, але він більший і має товстіший чорний дзьоб.

## Середовище проживання
Цей вид розмножується на чотирьох островах Кабо-Верде: Фогу, Санто-Антао, Сан-Ніколау, і Сантьяго. За оцінками, на Кабо-Верде гніздиться 500–1000 пар, хоча популяція, ймовірно, більша. Також гніздиться на о. Бужіу, що в складі архіпелагу Мадейра. Поширення виду було більшим у минулому, судячи по скам'янілостям з островів Дезерта-Гранді, Мадейра та Ільєу-да-Каль.

## Спосіб життя
Гніздяться в гірських, кам'янистих районах на висотах до 2200 метрів над рівнем моря. Раніше птах також розмножувався в гірських лісах, але такого середовища проживання більше не залишилося. Відкладання яєць відбувається з середини січня до середини лютого. Вид переважно океанічний, але залишається поблизу ареалу розмноження в період нерозмноження. Він збирає планктонні харчові продукти з поверхні океану. 

## Загрози й охорона
Загрозами є хижацтво з боку інтродукованих котів (Felis catus), псів (Canis familiaris) і пацюків (Rattus rattus), а місця розмноження обмежені через надмірне випасання кіз. Цей вид також збирається людьми для харчових і лікувальних цілей.
Національний парк був заснований в Ча-дас-Калдейрас на Фогу. 